# La Flachère
Ne doit pas être confondu avec Flachères.
La Flachère est une commune française située dans le département de l'Isère en région Auvergne-Rhône-Alpes.

## Géographie

### Situation et description
La commune de La Flachère se situe à une trentaine de kilomètres au nord-est de Grenoble et fait partie de l'aire urbaine de celle-ci. Elle est rattachée à la communauté de communes Le Grésivaudan dont le siège est fixée à Crolles.

### Sites géologiques remarquables
La banquette interglaciaire de Barraux et les vallées perchées du Grésivaudan sont un site géologique remarquable de 556,69 hectares qui se trouve sur les communes de Goncelin, Le Cheylas, La Flachère, Morêtel-de-Mailles, Sainte-Marie-d'Alloix et Saint-Vincent-de-Mercuze-Sainte-Marie-du-Mont. En 2014, ce site d'intérêt géomorphologique est classé « deux étoiles » à l'« Inventaire du patrimoine géologique ».

### Communes limitrophes
|                      | Barraux                  | La Buissière          |
| Sainte-Marie-du-Mont | La Flachère              |                       |
|                      | Saint-Vincent-de-Mercuze | Sainte-Marie-d'Alloix |

Voici ci-dessous une carte représentant le découpage territorial des communes limitrophes :

### Climat
Pour des articles plus généraux, voir Climat d'Auvergne-Rhône-Alpes et Climat de l'Isère.
En 2010, le climat de la commune est de type climat des marges montargnardes, selon une étude du Centre national de la recherche scientifique s'appuyant sur une série de données couvrant la période 1971-2000. En 2020, Météo-France publie une typologie des climats de la France métropolitaine dans laquelle la commune est exposée à un climat de montagne ou de marges de montagne et est dans la région climatique  Alpes du nord, caractérisée par une pluviométrie annuelle de 1 200 à 1 500 mm, irrégulièrement répartie en été. 
Pour la période 1971-2000, la température annuelle moyenne est de 11,7 °C, avec une amplitude thermique annuelle de 19,2 °C. Le cumul annuel moyen de précipitations est de 1 348 mm, avec 9,7 jours de précipitations en janvier et 8,2 jours en juillet. Pour la période 1991-2020, la température moyenne annuelle observée sur la station météorologique de Météo-France la plus proche, « Pipay_sapc », sur la commune de Theys à 11 km à vol d'oiseau, est de 6,3 °C et le cumul annuel moyen de précipitations est de 1 545,8 mm,. Pour l'avenir, les paramètres climatiques de la commune estimés pour 2050 selon différents scénarios d'émission de gaz à effet de serre sont consultables sur un site dédié publié par Météo-France en novembre 2022.

### Transports

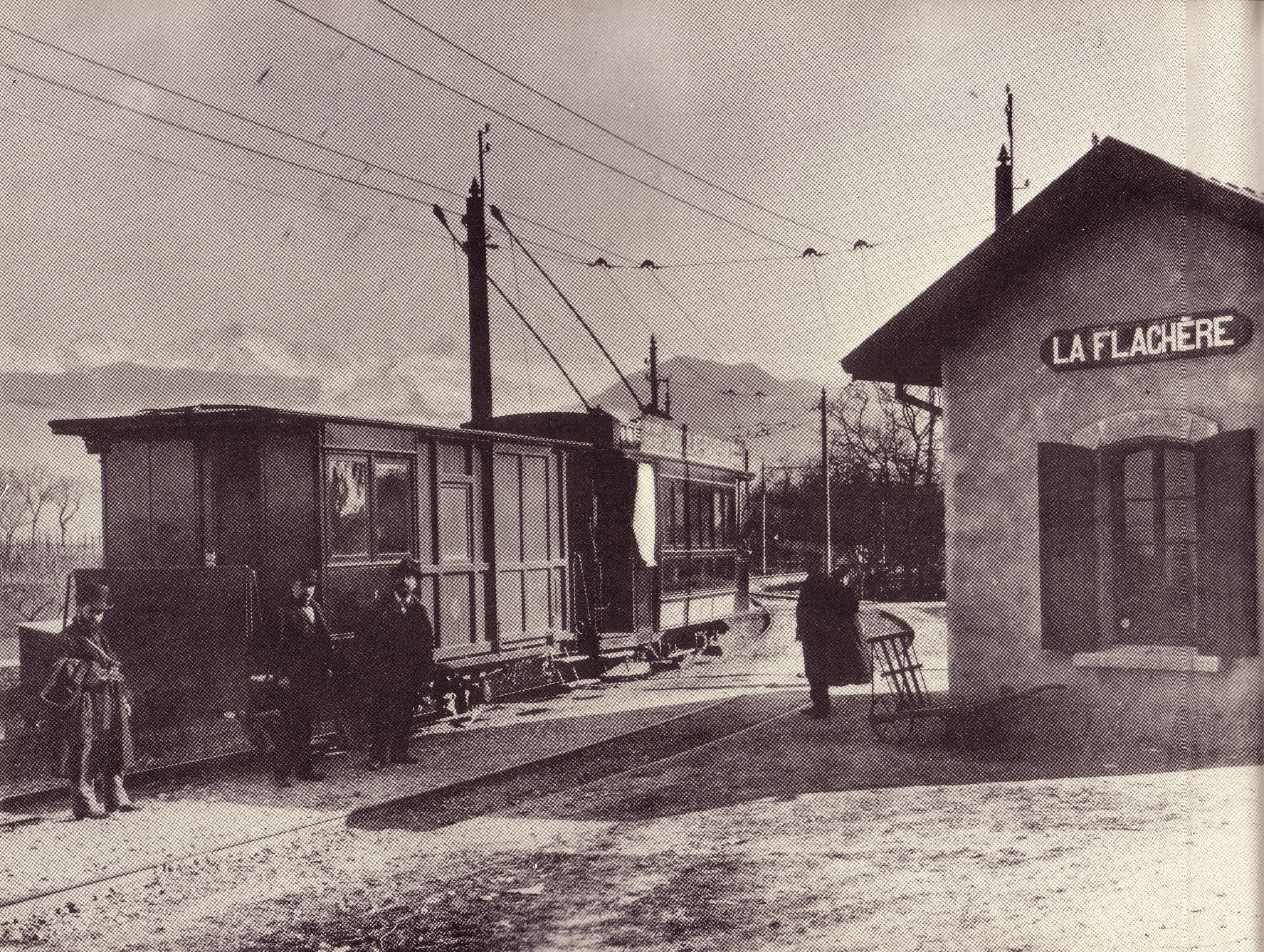
La gare de la Flachère, desservie par le tramway Grenoble - Chapareillan.

La gare de la Flachère était desservie par le tramway Grenoble - Chapareillan.

## Urbanisme

### Typologie
Au 1er janvier 2024, La Flachère est catégorisée bourg rural, selon la nouvelle grille communale de densité à sept niveaux définie par l'Insee en 2022.
Elle est située hors unité urbaine. Par ailleurs la commune fait partie de l'aire d'attraction de Grenoble, dont elle est une commune de la couronne,. Cette aire, qui regroupe 204 communes, est catégorisée dans les aires de 700 000 habitants ou plus (hors Paris),.

### Occupation des sols
L'occupation des sols de la commune, telle qu'elle ressort de la base de données européenne d’occupation biophysique des sols Corine Land Cover (CLC), est marquée par l'importance des forêts et milieux semi-naturels (58,7 % en 2018), une proportion sensiblement équivalente à celle de 1990 (58,6 %). La répartition détaillée en 2018 est la suivante : 
forêts (58,7 %), zones agricoles hétérogènes (17,6 %), prairies (12,7 %), zones urbanisées (11 %). L'évolution de l’occupation des sols de la commune et de ses infrastructures peut être observée sur les différentes représentations cartographiques du territoire : la carte de Cassini (XVIIIe siècle), la carte d'état-major (1820-1866) et les cartes ou photos aériennes de l'IGN pour la période actuelle (1950 à aujourd'hui).

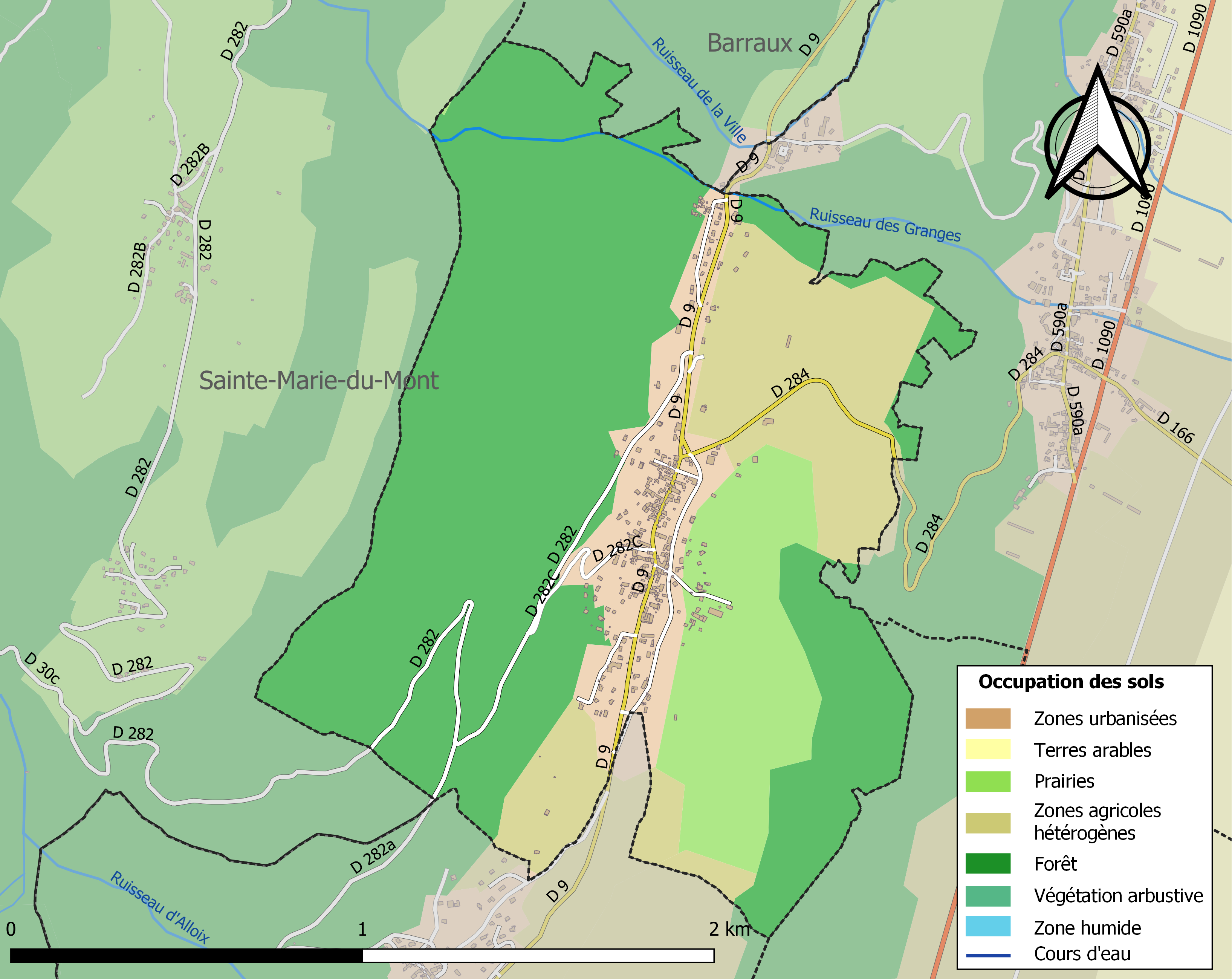
Carte des infrastructures et de l'occupation des sols de la commune en 2018 (CLC).

### Risques naturels et technologiques

#### Risques sismiques
L'ensemble du territoire de la commune de La Flachère est situé en zone de sismicité n°4, à l'instar de l'ensemble des territoires des communes du massif de la Chartreuse et de la vallée du Gréisvaudan.
| Type de zone | Niveau            | Définitions (bâtiment à risque normal) |
| ------------ | ----------------- | -------------------------------------- |
| Zone 4       | Sismicité moyenne | accélération = 1,6 m/s2                |

## Histoire

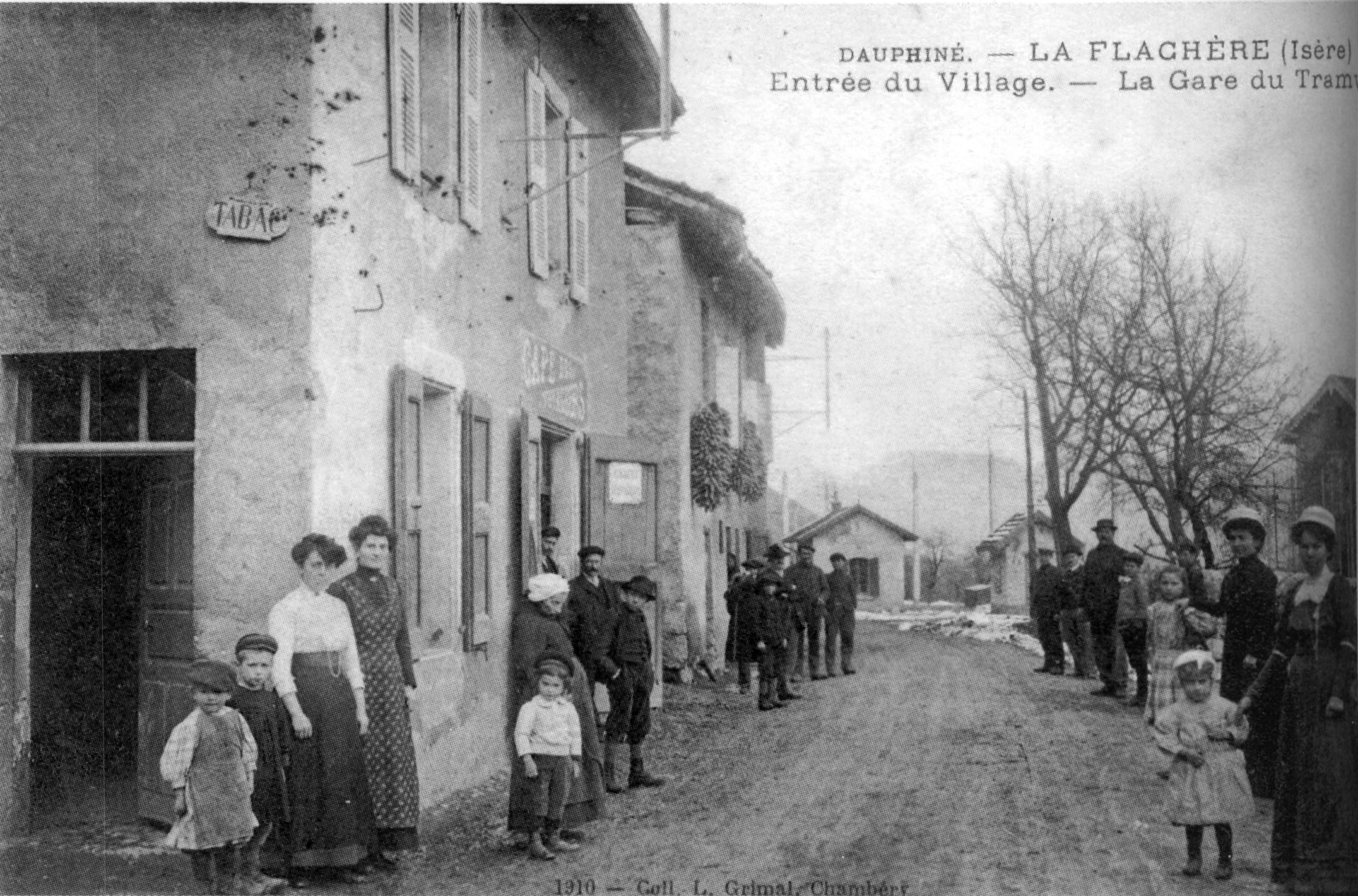
L'entrée du village et la gare du tram en 1912.

Au XVe siècle, avec Montalieu elle fait partie de la paroisse de Saint-Vincent-de-Mercuze.
Aucun vestige du Moyen Âge n'est parvenu jusqu'à nous, cependant on sait que la famille de La Flachère possédait une maison forte dès le XIIIe siècle.

## Politique et administration

### Liste des maires
| Période                                  | Période  | Identité        | Étiquette | Qualité       |
| ---------------------------------------- | -------- | --------------- | --------- | ------------- |
| 2008                                     | En cours | Brigitte Sorrel | SE        | Fonctionnaire |
| Les données manquantes sont à compléter. |          |                 |           |               |

## Population et société

### Démographie
L'évolution du nombre d'habitants est connue à travers les recensements de la population effectués dans la commune depuis 1793. Pour les communes de moins de 10 000 habitants, une enquête de recensement portant sur toute la population est réalisée tous les cinq ans, les populations de référence des années intermédiaires étant quant à elles estimées par interpolation ou extrapolation. Pour la commune, le premier recensement exhaustif entrant dans le cadre du nouveau dispositif a été réalisé en 2005.

En 2022, la commune comptait 456 habitants, en évolution de −6,37 % par rapport à 2016 (Isère : +3,07 %, France hors Mayotte : +2,11 %).
| 1793 | 1800 | 1806 | 1821 | 1831 | 1836 | 1841 | 1846 | 1851 |
| ---- | ---- | ---- | ---- | ---- | ---- | ---- | ---- | ---- |
| 669  | 348  | 343  | 379  | 412  | 410  | 388  | 342  | 351  |

| 1856 | 1861 | 1866 | 1872 | 1876 | 1881 | 1886 | 1891 | 1896 |
| ---- | ---- | ---- | ---- | ---- | ---- | ---- | ---- | ---- |
| 323  | 338  | 349  | 334  | 354  | 317  | 306  | 298  | 288  |

| 1901 | 1906 | 1911 | 1921 | 1926 | 1931 | 1936 | 1946 | 1954 |
| ---- | ---- | ---- | ---- | ---- | ---- | ---- | ---- | ---- |
| 266  | 258  | 241  | 208  | 189  | 189  | 197  | 180  | 184  |

| 1962 | 1968 | 1975 | 1982 | 1990 | 1999 | 2005 | 2006 | 2010 |
| ---- | ---- | ---- | ---- | ---- | ---- | ---- | ---- | ---- |
| 172  | 181  | 161  | 222  | 302  | 387  | 417  | 417  | 446  |

| 2015 | 2020 | 2022 | - | - | - | - | - | - |
| ---- | ---- | ---- | - | - | - | - | - | - |
| 479  | 454  | 456  | - | - | - | - | - | - |

### Enseignement
La commune est rattachée à l'académie de Grenoble.

### Médias
Historiquement, le quotidien à grand tirage Le Dauphiné libéré consacre, chaque jour, y compris le dimanche, dans son édition du Grésivaudan, un ou plusieurs articles à l'actualité de la communauté de communes, ainsi que des informations sur les éventuelles manifestations locales, les travaux routiers, et autres événements divers à caractère local.

### Cultes
La communauté catholique et l'église de La Flachère (propriété de la commune) sont rattachées à la paroisse des Saints Apôtres et au doyenné du Haut-Grésivaudan qui sont, quant à eux, rattachés au diocèse de Grenoble.

## Économie
Le commune fait partie de l'aire géographique de production et transformation du « Bois de Chartreuse », la première AOC de la filière Bois en France,.

## Culture locale et patrimoine

### Lieux et monuments

#### Patrimoine civil
- la poterie
- le bourg

#### Patrimoine religieux
- L'église Saint-Philibert de La Flachère, du XVIIIe siècle[15], a été bâtie sur les restes de l'ancien château Feuillet[23].